# پاپ‌کرن (ایندیانا)
پاپ‌کرن (به انگلیسی: Popcorn) یک منطقهٔ مسکونی در ایالات متحده آمریکا است که در شهرستان لارنس، ایندیانا واقع شده‌است. پاپ‌کرن ۱۹۸٫۱۲ متر بالاتر از سطح دریا واقع شده‌است.